# Franz Bartzsch
Franz Bartzsch (* 8. Juni 1947 in Schmölln; † 5. Januar 2010 in Berlin) war ein deutscher Musiker, Sänger und Komponist.

## Musikalische Entwicklung
Nach Abschluss der Polytechnischen Oberschule 1964 erlernte Bartzsch bis 1967 den Beruf des Elektromonteurs und spielte nebenher bei der Terosit-Combo. Er hatte fünf Jahre Klavierunterricht an der Musikschule. Nach Beendigung der Armeezeit im Herbst 1968 besuchte er von 1968 bis 1972 die Musikschule Friedrichshain in Ost-Berlin mit den Fächern Klavier und Tanzmusik. 1968 wurde er Mitglied einer Quartettbesetzung in Ost-Berlin, der Gunter Wosylus und Dieter Hertrampf (später Puhdys) angehörten. 1969 wurde er als Bassist Mitglied der Gerhard-Stein-Combo. 1971 wechselte er in das Dresden-Septett. Nach einem kurzen Intermezzo bei der Horst Krüger Band ging er zu Lift. Die Band war 1973 aus dem Dresden-Septett hervorgegangen. Im Jahre 1974 gründete er gemeinsam mit der Sängerin Veronika Fischer und dem Gitarristen Johannes Biebl eine Band, die als Veronika Fischer & Band national und international bekannt wurde. In der Band spielte Bartzsch Klavier und Keyboard und war der musikalische Leiter. Als Komponist und Arrangeur war Bartzsch maßgeblich am Erfolg von Veronika Fischer beteiligt. Titel wie Blues von der letzten Gelegenheit, Auf der Wiese und In jener Nacht wurden Hits.
Anfang 1977 trennte sich die Band von Veronika Fischer und erspielte sich bereits nach kurzer Zeit als 4 PS erneut vordere Plätze in den Wertungssendungen von Rundfunk und Fernsehen. Sie gewann den Grand Prix und den Pressepreis auf dem Schlagerfestival der sozialistischen Länder 1977 in Dresden und vertrat die DDR erfolgreich beim Sopoter Liederfestival 1978. Die Musik der Band, eine Mischung aus Pop- und Rock mit deutlichen Blues- und Chansoneinflüssen, offenbarte die unterschiedliche musikalische Herkunft der beiden Frontmänner Bartzsch und Biebl, die sich gleichzeitig ergänzten. Ab 1979 arbeitete die Band wieder regelmäßig mit Veronika Fischer zusammen. Als Bartzsch im Folgejahr nach einem Auftritt in West-Berlin nicht in die DDR zurückkehrte, bedeutete dies auch das vorläufige Ende der Karriere Fischers. Kurze Zeit später löste sich 4 PS auf.
Vor seinem Weggehen aus der DDR hatte Franz Bartzsch weitere Erfolgstitel für Dina Straat, Ute Freudenberg, Gaby Rückert und Angelika Mann komponiert. Auch die Musik für den erfolgreichen DEFA-Spielfilm Hostess stammt von Bartzsch. Obwohl Veronika Fischer 1981 ebenfalls in die Bundesrepublik Deutschland übersiedelte, nahmen sie und Bartzsch ihre Zusammenarbeit nicht wieder auf. In der Bundesrepublik arbeitete Bartzsch als Studiomusiker, komponierte und arrangierte für Udo Jürgens sowie Roland Kaiser und arbeitete als erfolgreicher Filmmusikkomponist (Fünf Millionen und ein Paar zerquetschte, Eiskalte Liebe, Schräge Familie und Schloss Einstein sowie Neues aus Büttenwarder).
1987 sollte Bartzsch als Keyboarder mit Roland Kaiser im Friedrichstadt-Palast in Ost-Berlin anlässlich der Feierlichkeiten zu 750 Jahren Berlin einen Auftritt haben. Weil Bartzsch jedoch 1980 aus der DDR geflohen war, wurde ihm der Auftritt untersagt, weswegen Kaiser drohte, das Konzert abzusagen. 1987 schrieb Kaiser Erich Honecker diesbezüglich einen Brief, woraufhin der Leiter der Staatssicherheit, Erich Mielke, die Einreise genehmigte. Bartzsch musste jedoch unter dem Namen Daniel Matthi auftreten.
2001, nach 20 Jahren Pause, standen Franz Bartzsch und Veronika Fischer, anlässlich ihres 30-jährigen Bühnenjubiläums, in Berlin-Weißensee erstmals wieder gemeinsam auf der Bühne. Aufgrund des großen Erfolges schloss sich eine gemeinsame Tournee durch die Neuen Bundesländer an. Am 15. Mai 2002 feierte die Hochschule für Musik „Carl Maria von Weber“ in Dresden unter dem Motto „40 Jahre Jazz Rock Pop“ eine Jubiläumsparty, auf der Bartzsch gemeinsam mit bekannten ehemaligen Dozenten und Studenten, unter ihnen Günter Sommer, Helmut Forsthoff und Bernd Aust, auftrat. Als am 26. November 2004 der langjährige Bandkollege Frank Hille verstarb, organisierte Bartzsch ein Gedenkkonzert, das am 3. Januar 2005 in Berlin stattfand.
Im Jahre 2007 erschien bei Buschfunk die CD Wind trägt alle Worte fort. Auf dieser CD finden sich seine erfolgreichsten Titel. Den Titelsong hatte Bartzsch für das Dresden-Septett geschrieben; er gehörte lange Zeit zum Repertoire der Gruppe Lift.
Am 8. Juni 2021, seinem Geburtstag, wurde in seiner Geburtsstadt Schmölln an der Grenzstraße ihm zu Ehren die hölzerne Fußgängerbrücke über die die Sprotte Franz-Bartzsch-Brücke benannt.

## Diskografie
- 1974: Christiane Ufholz, Stefan Trepte und Die Gruppe ‚Lift‘ – Komm doch einfach mit / Jeder Tag ist eine lange Reise – Single, AMIGA – 4 56 033
- 1975: Veronika Fischer & BAND – LP, AMIGA – 8 55 459
- 1977:  Veronika Fischer & Band – LP, AMIGA – 8 55 514
- 1978:  Veronika Fischer & Band – Aufstehn – LP, AMIGA – 8 55 592
- 1978: 4 PS – Lied von der Märchenfee / Ich würde, wenn ich wüßte, dass ich könnte – Single, AMIGA – 4 56 321
- 1980:  Veronika Fischer & Band – Goldene Brücken – LP, AMIGA – 8 55 731
- 2007: Wind trägt alle Worte fort, Kompilation, CD, BuschFunk
- 2010: Wind trägt alle Worte fort – Konzert für Franz Bartzsch, DVD des Gedenkkonzerts vom 7. März 2010 im KOSMOS, Berlin, Sony Music AMIGA

## Filmmusiken (Auswahl)
- 1976:  Hostess – Regie: Rolf Römer, DEFA-Spielfilm
- 1977: DEFA Disko 77  – Regie: Heinz Thiel und Werner W. Wallroth, DEFA-Episodenfilm
- 1977: Die Kraniche ziehen im Keil – Regie: Günter Jordan, DEFA-Dokumentarfilm
- 1978: Polizeiruf 110: Schuldig – Regie: Rolf Römer, Kriminalfilm der Reihe Polizeiruf 110, Fernsehen der DDR
- 1985: Treffpunkt Leipzig – Regie: Jürgen Klauß, TV-Spielfilm, ZDF
- 1986: Tatort: Leiche im Keller – Regie: Pete Ariel, Kriminalfilm der Reihe Tatort, NDR/ARD
- 1987: Tatort: Spielverderber – Regie: Pete Ariel, Kriminalfilm der Reihe Tatort, WDR/ARD
- 1988: Linie 1 – Regie: Reinhard Hauff, Spielfilm (hier Arrangement der Kompositionen von Birger Heymann)
- 1988: Tatort: Pleitegeier – Regie: Pete Ariel, Kriminalfilm der Reihe Tatort, NDR/ARD
- 1989: Bangkok Story – Regie: Rolf von Sydow, Spielfilm (hier Musik-Aufnahme der Kompositionen von Birger Heymann)
- 1990: Bei mir liegen sie richtig – Regie: Ulrich Stark, Spielfilm (hier Arrangement der Kompositionen von Birger Heymann)
- 1993: Flucht nach Miami – Regie: Ulrich Stark, Kriminalfilm der Reihe Tatort, WDR/ARD
- 1996: Alarm für Cobra 11 – Die Autobahnpolizei: Bomben bei Kilometer 92 – Regie: Leo Zahn, RTL
- 1996: Bruder Esel – 14-teilige TV-Serie, Regie: Stephan Meyer, Peter Schulze-Rohr, Peter Vogel, RTL
- seit 1997: Neues aus Büttenwarder – TV-Serie, NDR
- seit 1999: Schloss Einstein (Alles ist relativ) – TV-Serie, KIKA
- 2000: Polizeiruf 110: Tote erben nicht – Regie: Jan Růžička, MDR/ARD
- 2002: Wie erziehe ich meine Eltern – Comedyserie, MDR/ARD

## Hörspielmusiken
- 1987: Der Herr, der schickt den Jockel aus Hörspiel von Rosa Ortner, Regie: Manfred Marchfelder, Radio Bremen / RIAS Berlin
- 1988: Die Tochter Kriminalhörspiel von Michael Teske, Regie: Manfred Marchfelder, RIAS Berlin
- 1990: Das Bild, von Jochen Brunow, Regie: Manfred Marchfelder, RIAS Berlin
- 2006: Das kleine Lumpenkasperle und Das Traumfresserchen von Michael Ende, Regie: Walter Niklaus, MDR/Der Audio Verlag, ISBN 978-3-89813-497-2
- 2006: Und Dinosaurier gibt es doch von Willi Hall, Regie: Jürgen Dluzniewski, in: Die ZEIT Kinder-Edition Hörspielbox, Patmos, ISBN 978-3-491-24146-6
- 2007: Ein Eisbär ist kein Pinguin von James Krüss, Regie: Robert Matejka, MDR/Der Audio Verlag, ISBN 978-3-89813-665-5
- 2007: Teddy und die Tiere von Michael Ende, Regie: Walter Niklaus, MDR/Der Audio Verlag, ISBN 978-3-89813-663-1
- 2009: Henriette Bimmelbahn und ihre Freunde von James Krüss, Regie: Matthias Thalheim, MDR/Der Audio Verlag, ISBN 978-3-89813-871-0